# Kaiketsu Zorori
Kaiketsu Zorori (かいけつゾロリ, "O Incrível Zorori"), também conhecido em Portugal como Zorori - O Fantástico, é uma série de literatura infantojuvenil japonesa criada por Yutaka Hara e publicada por Poplar Publishing. Os livros originais também tiveram OVAs, filmes e duas séries de anime; Todos eles tiveram "Zorori" no título. A série em Portugal foi emitida pelo canal RTP2 no bloco infantil Zig Zag.

## Enredo
Situado em um mundo paralelo habitado por animais antropomórficos (na versão de sua Terra do Japão), a história segue o protagonista, uma raposa chamada Zorori e seus aprendizes de javalis bandidos gêmeos Ishishi e Noshishi enquanto viajam de um lugar para outro. A série estreou em 1987, com sua primeira edição: Kaiketsu Zorori no Doragon Taiji (かいけつゾロリのドラゴンたいじ, "O Incrível Zorori, Assassino de Dragão") e já publicou cerca de duas edições por ano, totalizando 50 publicações em dezembro de 2011. Foi adaptado em uma série de anime em 1 de fevereiro de 2004 a 28 de janeiro de 2007.
Zorori era originalmente um vilão para a série Hōrensō Man (ほうれんそうマン, "Homem Espinafre") escrito por Shiho Mitsushima, e quando Hōrensō Man terminou, Shiho Mitsushima compreenderam a necessidade de dar-lhe um independente spin-off. O que ambas as séries partilhada em comum é que a extremidade de Hōrensō Man no Yūreijō (ほうれんそうマンのゆうれいじょう, "Homem Espinafre e o Castelo Assombrado") (retrata Zorori saindo em uma jornada para conseguir um castelo) liga-se com o início de Kaiketsu Zorori não Doragon Taiji e  a aspiração de Zorori, "O Castelo de Zorori Parte 2" é estabelecida (Aparece Part1 1 veio do Castelo de Zorori em Hōrensō Man no Yūreijō). Outra parte são os personagens recorrentes (A Mãe de Zorori e Yōkai Gakkō no Sensei, e até certo ponto a estréia de Sumire e Bokushi Robo) que não receberam nada passado nas aparências triviais. No entanto, sabendo a história da série Hōrensō Man do fundo não é necessária para ser capaz de desfrutar da série Zorori.
O uso padrão e linhas claras, os personagens falariam usando balões de fala mais semelhantes aos quadrinhos como retratam nos livros. O texto e as palavras não usaria qualquer difícil kanji ou qualquer furigana, em vez de usar palavras de mais baixos nível da série de modo que possa ser lido por si só, sem necessidade de qualquer ajuda. Ele também possui trocadilhos excessivos e é por isso que trocadilhos teve um crescimento no uso em alunos do ensino fundamental. Apesar de ele ser chamado de uma escola primária bem lida "livro infantil", ele tem uma série de peido, arroto, e palavras vulgares que, por vezes, os pais e encarregados de educação na Associação de Pais e Mestres exigiu desculpas para ele. (Lembrando, que isso é uma série de comédia) Sempre que Zorori está em uma situação desesperadora e parece que ele vai chegar a sua morte, uma nota falsa é postada aconselhando a pular a próxima página devido à violência horrível (Claro que isto é tudo uma brincadeira. A próxima página acaba de lhe encontrar uma maneira para sua situação).
No momento da publicação, A Liga Zorori (ゾロリーグ, Zororiigu) e O Monstro Estúpido (ボケーットモンスター, Bokeetto Monsutaa) (Um jogo no Pokémon) eram comédias muito populares, especialmente entre os comediantes japoneses para o seu uso de piadas japonesas.
Além disso, a palavra em espanhol para raposa é "zorro", e o autor destinou a Kaiketsu Zorori para se assemelhar Zorro.

## Filmes
Kaiketsu Zorori teve dois lançamentos de filmes nos cinemas, um em 1993, intitulado simplesmente "Kaiketsu Zorori", e outro em 2006 intitulado "O Grande Plano do Tesouro Misterioso." Ambos os filmes foram mostrados ao lado de outro filme. Em 2012 haverá um novo filme chamado Kaiketsu Zorori Da-Da-Da-Daibouken ele vai estar fora no inverno 2012.

### Versão de 1993
Este filme adapta livros 3 e 4. Foi mostrado ao lado de Soreike! Anpanman: Nosshi o Dinossauro na Grande Aventura (それいけ!アンパンマン 恐竜ノッシーの大冒険, Soreike Anpanman Kyouryuu Nosshii no Daibouken)

### Em Busca do Tesouro Misterioso
Este filme adapta livros 38 e 39. Foi mostrado ao lado de Keroro Gunsō the Super Movie em 1 de março de 2006. Zorori, Ishishi e Noshishi ajudam Tail encontrar um tesouro de seu pai Gale que morreu tentando descobrir. Ao longo do caminho, eles são ajudados por Youkai-sensei e vários monstros, mas Tiger e sua equipe ficam em seu caminho.

### G-G-Grande Aventura
Baseado nos livros 47 e 48. Zorori, Ishishi e Noshishi, enquanto procuram seus tesouros, que veio de uma cidade com uma doença generalizada. A fim de tornar o medicamento segredo para isso, eles devem sair em uma aventura. Este será o primeiro filme completo de Zorori.

## Canções-tema

### Kaiketsu Zorori
Tema de abertura
- Hassuru (ハッスル, Hustle) cantada por Kōichi Yamadera na versão japonesa. A versão portuguesa da abertura foi cantada por Sérgio Calvinho e Ana Vieira.

Temas de encerramento
- Sora wa Ao (空は青,, O Céu é Azul) cantado por Satō-san e Suzuki-kun (Little by Little) na versão japonesa, e na versão portuguesa foi cantada por Ana Vieira. (Episódios 1~13)
- Owari no Uta (おわりのうた,, Canção de Encerramento) cantado por Yukie 6 & Nobita Robert (Episódios 14~31)
- Akaneiro (あかねいろ,, Carmesim) cantado por Satō-san e Suzuki-kun (Little by Little) (Episódios 32~46)
- Gayōshi (画用紙,, Desenho de Papel) cantado por Sayuri Anzu (Episódios 47~52)

### Majime ni Fumajime Kaiketsu Zorori
Temas de abertura
- A Ja Paa (あじゃぱー) cantada por Kōichi Yamadera, Rikako Aikawa, e Motoko Kumai (Episódios 1~50)
- Zekkōchō! (ゼッコーチョー!, Em forma perfeita!) cantada por Kōichi Yamadera (Episódios 51~97)

Temas de encerramento
- Mama no Komoriuta (ママの子守唄, Canção de Ninar da Mamãe) cantado por Sakiko Tamagawa (Episódios 1~27)
- Atcha Kotcha GO! (あっちゃこっちゃゴー!, Atcha Kotcha Gō!) cantado por Junko Iwao (Episódios 28~50)
- Ishi Noshi Kazoe Uta desu ka!! (イシノシかぞえうたでスカ!!, A canção de contar de Ishishi & Noshishi's!!) cantado por Rikako Aikawa e Motoko Kumai (Episódios 51~74)
- Buwāt to ikō ze (ブワーッといこうぜ) cantado por Kōichi Yamadera (Episódios 75~97)

## Transmissão mundial
| Países        | Canais                                                                  |
| ------------- | ----------------------------------------------------------------------- |
| Japão         | TV Asahi, Nagoya Broadcasting Network, Animax, Kids Station, Disney XD  |
| Coreia do Sul | Tooniverse                                                              |
| Filipinas     | Hero TV, GMA 7, Cartoon Network                                         |
| França        | Boomerang                                                               |
| Itália        | Rai Due                                                                 |
| Espanha       | Boomerang, La 2, Clan TVE, Cartoon Network Aragón TV, Canal Extremadura |
| Portugal      | RTP2                                                                    |
| Hong Kong     | TVB Jade                                                                |
| Taiwan        | Cartoon Network                                                         |
| Turquia       | Disney Channel                                                          |